# Automobiles Orel

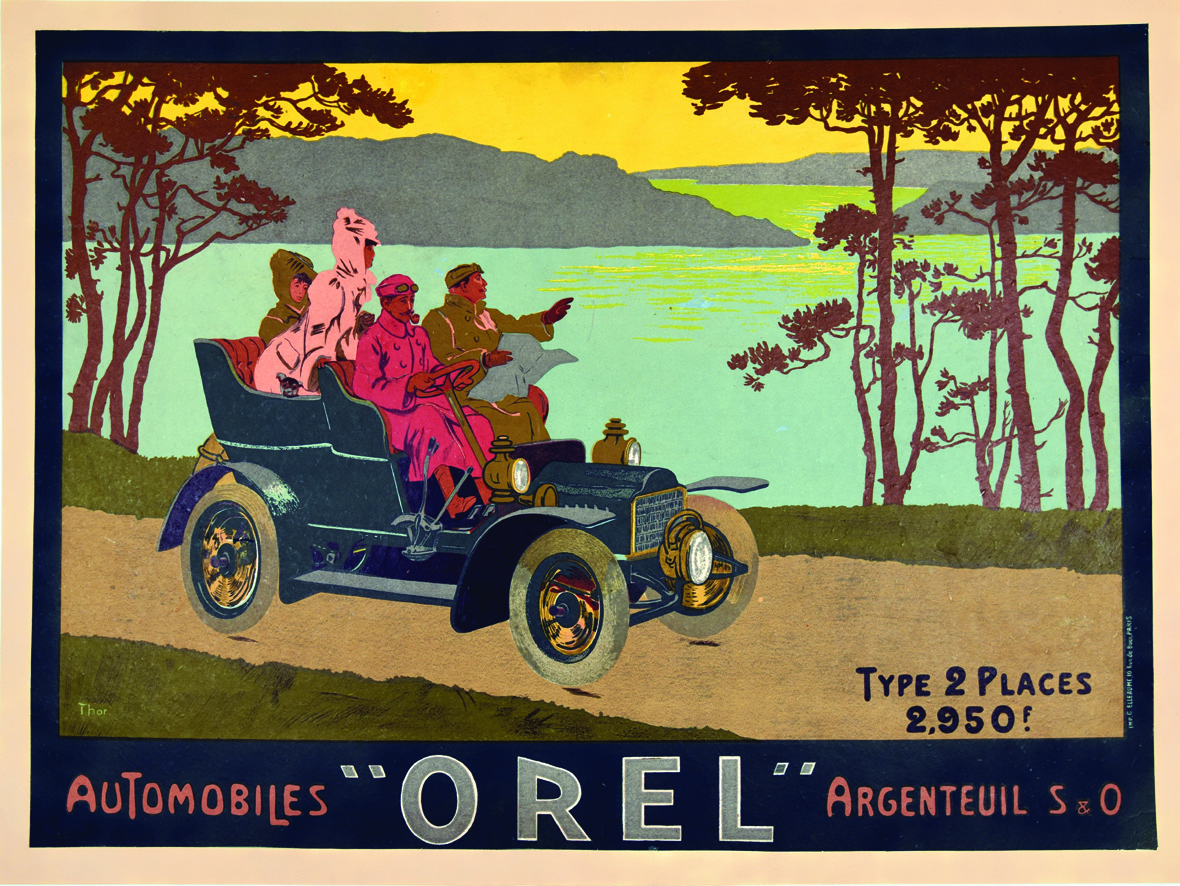
Affiche uit ca. 1905

Automobiles Orel was een Franse automobielproducent.

## Geschiedenis
Het bedrijf uit Argenteuil begon in 1905 met de productie van automobielen. De naam van het merk was Orel. In 1914 werd de productie stopgezet. Het Zweedse bedrijf Allvelo produceerde een model onder licentie.

## Voertuigen
Het eerste model, 8 CV, was voorzien van een V2-motor. In 1907 kwamen de modellen 7 CV (voorzien van een eencilindermotor) en 12 CV (voorzien van een viercilindermotor) op de markt. In 1912 volgden de modellen 8/10 CV (voorzien van een tweecilindermotor) en zowel 14 CV als 18 CV (voorzien van een viercilindermotor van Buchet).